# Crotalus cerastes cercobombus
Il Crotalus cerastes cercobombus è una sottospecie velenosa del Crotalus cerastes trovata in un'area che copre quasi tutta la parte orientale del deserto di Sonora nel sud-ovest degli Stati Uniti e Messico nordoccidentale.

## Descrizione
Le squame ventrali sono 132-144/138-148 (maschi/femmine) e quelle subcaudali 18-24/14-19 (maschi/femmine). Negli esemplari adulti il sonaglio è nero.

## Distribuzione geografica
Si trova negli Stati Uniti dalle contee di Yuma, Maricopa, Pima e Pinal in Arizona fino al Deserto di Sonora in Messico.
Campbell e Lamar nel 2004 inclusero nel suo habitat anche l'isola di Tiburón.

## Tassonomia
Questo serpente fu classificato da J.M. Savage e F.S. Cliff che si basarono sulle informazioni che erano state precedentemente pubblicate da Stanford, Klauber e Hensley. Descrissero la nuova sottaspecie come abitante della metà orientale dell'areale del Crotalus cerastes laterorepens.